# Newton, North Carolina
Newton är administrativ huvudort i Catawba County i North Carolina. Orten har fått sitt namn efter Isaac Newton Wilson som var son till politikern Nathaniel Wilson. Orten hade 12 968 invånare enligt 2010 års folkräkning.

## Kända personer från Newton
- Tori Amos, musiker
- Ned Jarrett, racerförare
- M. Hoke Smith, politiker